# 조선일보 판타지문학상
조선일보 판타지문학상은 조선일보가 주최하는 판타지를 소재로 한 작품을 선정하는 문학상이다.

## 역대 수상 작품
- 2009년 1회 장정욱 <레기온의 눈> 이준일 <치우와 별들의 책>
- 2011년 3회 정진영 <도화촌 기행> 김재석 <풀잎의 제국> 이세은 <류화선 원전> 박한별 장근영 <영원한 웃음>
- 2012년 4회 구한나리 <아홉 개의 붓>
- 2013년 5회 박지영 <지나치게 사적인 그의 월요일>